# 丹裡
丹裡，臺灣台語口語上稱為丹內，是新北市貢寮區的一個地名，位於該區中部，範圍大致為龍門里北部中央地帶、仁里里不含雙溪北岸東半部、美豐里東南半部。

## 歷史
台灣清治末期，丹裡地區為一街庄，稱為「丹裡庄」，隸屬於三貂堡。該庄東邊臨海，南與社裡庄、下雙溪庄、長潭庄為鄰，西邊為魚行庄、頂雙溪庄、三叉港庄，北邊為雞母嶺庄、澳底庄。
1901年（日治明治三十四年）11月，該庄隸屬於基隆廳，編入第十二區。1905年（明治三十八年）7月，第十二區改名為「澳底區」。1920年（大正九年），該庄改制為「丹裡」大字，隸屬於臺北州基隆郡貢寮庄，大字下有「鹽寮」、「內寮」、「文秀坑」、「尖山腳」小字名。
戰後貢寮庄改制為貢寮鄉，隸屬於臺北縣，大字亦改制為村。2010年（民國99年）12月，臺北縣升格為新北市，貢寮鄉改制為貢寮區，村改制為里。

## 交通
省道台2線又稱「北部濱海公路」，大致以南北向經過丹裡地區東部近海地帶，由此往南可前往宜蘭縣的頭城、蘇澳等地，往北可前往澳底、基隆、金山、淡水等地。
市道102甲線是雙溪通往澳底的道路，經過本地區北部。